# Кувшинные погребения
Кувши́нные погребе́ния — обычай захоронения в кувшинах, который в древности был широко распространен у разных народов. Под кувшинными погребениями подразумевается ингумация, во время которой покойник целиком укладывался в глиняный сосуд разных форм и размеров и таким образом закапывался в землю. Кувшинными погребениями нельзя считать кремационные захоронения в аналогичных сосудах. Этот обычай дал название распространённой в Закавказье с IV века до н. э. по VIII век н. э. культуре кувшинных погребений.
Самые ранние кувшинные погребения открыты в Египте, в могильниках IV-го тысячелетия до н. э. В периоде III—II тысячелетие до н. э. они появляются в Месопотамии, в некоторых регионах Средиземноморья и Малой Азии. На Кавказе кувшинные погребения открыты в Дагестане (вторая половина II-го тысячелетия до н. э.), в Абхазии (начало I-го тысячелетия до н. э.), в Колхиде (V-IV века до н. э.), но преемственной связи между ними культурой кувшинных погребений не устанавливается. На стыке тысячелетий погребения в керамических сосудах проводили на Японском архипелаге, эта практика была известна и в Лаосе, в Долине Кувшинов обнаружено несколько тысяч каменных кувшинов с захоронениями, датирующихся 500 годом до н. э. — 500 годом н. э.
Известно, что у индейцев Южной Америки, тупи и араваков, обычай погребения в глиняных кувшинах существовал до XX века.